# Cyclosternum fasciatum
Cyclosternum fasciatum är en spindelart som först beskrevs av O. Pickard-Cambridge 1892.  Cyclosternum fasciatum ingår i släktet Cyclosternum och familjen fågelspindlar.
Artens utbredningsområde är Costa Rica. Inga underarter finns listade i Catalogue of Life.